# Robin Scott
Robin Edmond Scott (Croydon, 1º aprile 1947) è un produttore discografico e cantante britannico, creatore del progetto musicale M..

## Biografia e carriera

### Inizi
Robin Scott nacque a Croydon, Surrey, dove frequentò la Croydon Art college, incontrando Malcolm McLaren sul finire degli anni Sessanta e la fashion guru Vivienne Westwood (con la quale avrebbe collaborato dieci anni dopo circa).
I tre strinsero subito amicizia, ma Scott non si unì a loro nell'apertura del negozio di vestiti a Chelsea SEX, preferendo coltivare la sua passione per la musica. Mentre era al College aveva mostrato infatti un talento per la composizione di canzoni d'attualità che eseguì alla radio e alla televisione, cosa che lo portò a registrare, in giovanissima età, il suo primo album in studio, intitolato Woman From the Warm Grass, pubblicato da una piccola etichetta discografica indipendente che chiamò Head Records.
Venne avvicinato dai musicisti, in voga negli anni Settanta, i Mighty Baby, ma lo studio di registrazione chiuse per fallimento. Scott allora decise di lavorare come trovatore, cantando brani originali con il solo accompagnamento della chitarra acustica presso circoli di musica folk e condividendo vitto ed alloggio con artisti emergenti quali David Bowie, John Martyn e Ralph McTell. Registrò anche una sessione per la BBC, di cui un paio di pezzi vennero inclusi nella ristampa dell'album del 2001.

### Anni Settanta
Nei primi anni Settanta, Robin Scott creò un proprio programma musicale, The Voice, che andò in onda su BBC Radio 3 per poco tempo, a causa di una serie di viaggi che intraprese subito dopo in Europa e in America. Ritornato, incise delle demo con il gruppo progressive rock Camel, il cantautore Terry Britten e il jazzista Ronnie Scott. Nel 1972 partecipò al contest Search for a Star, vincendo un contratto discografico con la EMI, che tuttavia rifiutò perché non gli avrebbe permesso di suonare con i suoi colleghi ed amici.
Un anno dopo si esibì con artisti come Pete Thomas (futuro membro dei Elvis Costello and the Attractions) e Paul “Bassman” Riley e scrisse un musical intitolato Heartaches & Teardrops, parallelo a The Rocky Horror Show ed al genere striscia a fumetti di True Love And Romance.
Successivamente collaborò con la band R&B Roogalator, producendone il singolo di debutto, Cincinnati Fatbac (una delle prime pubblicazioni per la Stiff Records) seguito da Love & The Single Girl per la Virgin. Quest'ultima casa discografica rifiutò però di far registrare al gruppo il loro primo LP, Play It By Ear, e così Scott lo produsse e lo pubblicò con la sua etichetta indipendente Do It Records (con la quale aveva in precedenza distribuito Cry Myself To Sleep sotto lo pseudonimo di Comic Romance).
All'esplodere del fenomeno punk rock tra la fine del 1976 e l'inizio del 1977, mentre lavorava con i Roogalator come manager, produsse gli Adam and the Ants sempre per la sua Do It Records, mentre nel 1978 lavorò per la Barclay Records a Parigi, dove visse con la fidanzata Brigitte Vinchon (alias Brigit Novik), dopo aver lavorato con il regista Julien Temple per un quartetto punk tutto al femminile, The Slits.

### Il successo
Quando si trovava ancora a Parigi, Robin Scott finì di registrare le prime versioni di Moderne Man e Satisfy Your Lust, che sarebbero poi state incluse nell'album di debutto del progetto M, un ensemble di turnisti coi quali realizzò la hit Pop Muzik, scritta ripensando ai venticinque anni di evoluzione musicale che il cantante aveva osservato dal 1954 al 1979 e che divenne uno dei singoli più popolari dell'epoca.
Tra i vari musicisti che presero parte alla registrazione, vi furono il fratello Julian Scott (al basso elettrico), l'allora sconosciuto Wally Badarou, il programmer canadese John Lewis, Brigit Novik e David Bowie. Visto il grosso successo della canzone (No.2 della Official Singles Chart e No.1 negli Stati Uniti) la MCA Records, l'etichetta che l'aveva prodotta, ordinò a Scott di registrare un album che l'accompagnasse.
New York · London · Paris · Munich venne così registrato a Montreux, in Svizzera, nei Mountain Studios dei Queen, con lo stesso ingegnere del suono di questi ultimi, David Richards. A fianco della formazione originale dei M suonarono Phil Gould (futuro Level 42), Gary Barnacle, e David Bowie, a quel tempo residente proprio a Montreux.
Pubblicato in Inghilterra nel 1979, l'album venne accolto in maniera molto positiva da critica e pubblico, venendo di conseguenza esportato in America dalla Sire Records. In contrasto a Pop Muzik, venne estratto un altro singolo, Moonlight and Muzak, che toccò la posizione numero 33 della UK Singles Chart. Gli esecutivi della MCA non furono contenti di questa scelta, ma, con una hit alle spalle, Scott ritenne che era la scelta opportuna rilasciare proprio quel pezzo, ispirato alla sua esperienza americana ed in particolare con la Muzak Organisation: «Un'esperienza molto strana. C'erano tutti questi impiegati che stavano coscienziosamente mettendo insieme musica con la precisione dei chimici. Molto prima di Brian Eno, questi ragazzi lo stavano facendo per davvero. Erano presi dal ritmo dei lavoratori nelle fabbriche e da come massimizzare la loro efficienza.»
Un quarto singolo fu That's the Way the Money Goes e riscosse un eguale successo. Sulla scia di tutto ciò, venne realizzato un mediometraggio di 45 minuti che incorporava videoclip e performance di concerti tenutosi in tutto il mondo.

### DopoPop Muzik
Sul finire del 1980, venne pubblicato il seguito di New York · London · Paris · Munich, The Official Secrets Act, contenente i singoli Keep It to Yourself e la title track ed ispirato, anche se in modo ironico, alla tremenda paranoia del complotto di quel tempo. Venne registrato in Gran Bretagna ed a Dublino, con Bill Whelan (l'arrangiatore dietro a Riverdance).
Phil Gould ritornò alla batteria e presentò a Scott l'amico (e futuro membro degli Level 42) e collega Mark King, chitarrista e bassista. Nel 1981, Scott co-produsse Left-Handed Dream di Ryūichi Sakamoto,, in cui suonò assieme agli altri membri degli Yellow Magic Orchestra, Brigit Novik (che avrebbero suonato anche in The Arrengement, frutto della collaborazione tra il musicista inglese e quello giapponese) e 
Adrian Belew. 
Lo stesso anno, uscì il terzo album degli M, Famous Last Words, registrato con gli stessi musicisti degli altri dischi e altri ospiti illustri, come quelli che rappresentavano di fatto la prima incarnazione dei Level 42 (già attivi come gruppo di successo), un giovane Thomas Dolby nel programming, Yukihiro Takahashi (degli YMO) alla batteria, Andy Gill alla chitarra (dei Gang of Four) e Tony Levin al basso.
MCA si rifiutò di pubblicare l'opera in Inghilterra e così solo in Francia, Italia e negli USA (dove nemmeno venne accreditato come disco degli M, ma Robin Scott) vide la luce. Di conseguenza Scott e l'etichetta si separarono. Danube e The Wedding Dance, con Brigit Novik alla voce principale (e accreditata come artista a pieno titolo) furono gli ultimi due singoli del progetto M, rilasciati dalla Stiff.

### Fase africana
Mentre ricercava sonorità etniche per The Official Secrets Act e per le pubblicazioni per la Stiff, Robin Scott si interessò a nuovi territori musicali, producendo un EP in Kenya. Questo portò all'album Robin Scott & Shikisha, registrato in Kenya e UK tra il 1983 e il 1984, con musicisti di diversi stati africani, come un trio vocale femminile dal Sudafrica, Shikisha (che quindi comparve nel titolo dell'album), accompagnati da Wally Badarou e Julian Scott.
La maggior parte di queste registrazioni world music vennero soppresse, fino a che non furono ristampate e pubblicate nel 2003. Questo rinnovato interesse nell'opera di Scott derivò dal fatto che gli U2 usarono il remix di Steve Osborne di Pop Mu<ik come apertura di ogni concerto del PopMart tour. Remix conseguenti vennero fatti in tutto il mondo da artisti come Marcus (Pop Muzic 2001 nel 2002), Junior Vasquez e Dub Pistols nel 2003.
Nel 2003 venne allestita una mostra di opere d'arte di Scott all' Ensign Gallery di Londra e venne pubblicata un'antologia delle sue migliori canzoni e demo intitolata Life Class.

### Periodo recente
Scott apparve alla serie di concerti in Australia Countdown Spectacular tra fine agosto ed i primi di settembre del 2007, in cui suonò Pop Muzik dal vivo per la prima volta. Nel 2009, venne pubblicato dalla Union Square un album con il mix originale di questo singolo accompagnato da tredici remix.

## Discografia
- Woman from the Warm Grass (1969)
- New York • London • Paris • Munich (1979), Sire
- The Official Secrets Act (1980), Sire
- Famous Last Words (1982), Sire
- High Life Music EP (1983), Swahili/Albion
- Life Class (2003), Yup!
- Pop Muzik – The Remix Album (2010), Union Square
- Emotional DNA (2017), Yup!

### Collaborazioni
- Left Handed Dream (1981), Epic – Ryūichi Sakamoto featuring Robin Scott
- The Arrangement (1982), Alfa – Ryuichi Sakamoto e Robin Scott
- Jive Shikisha! † (1998)  Registrato nel 1984 – Robin Scott & Shikisha

### Singoli
| Anno | Singolo                                      | UK | US | AUS | CAN | GER | FRA | NED | BEL | NZ | SAF | Status             |
| ---- | -------------------------------------------- | -- | -- | --- | --- | --- | --- | --- | --- | -- | --- | ------------------ |
| 1979 | Pop Muzik                                    | 2  | 1  | 1   | 1   | 1   | 3   | 3   | 3   | 3  | 1   | US Gold, UK Silver |
| 1979 | Moonlight And Muzak                          | 33 | -  | 37  | -   | -   | -   | 12  | -   | 40 | 5   | -                  |
| 1980 | That's The Way The Money Goes                | 45 | -  | -   | -   | -   | -   | -   | -   | -  | -   | -                  |
| 1980 | Official Secrets                             | 64 | -  | -   | -   | -   | -   | -   | -   | -  | -   | -                  |
| 1980 | Join The Party / Working For The Corporation | -  | -  | -   | -   | -   | -   | -   | -   | -  | -   | -                  |
| 1981 | Keep It To Yourself                          | -  | -  | -   | -   | -   | -   | -   | -   | -  | -   | -                  |
| 1982 | Danube / Neutron                             | -  | -  | -   | -   | -   | -   | -   | -   | -  | -   | -                  |
| 1989 | Pop '89                                      | 15 | -  | -   | -   | -   | -   | -   | -   | -  | -   | -                  |
| 2002 | So Fly                                       | 96 | -  | -   | -   | -   | -   | -   | -   | -  | -   | -                  |